# Terka
Terka (arabsko ترقا, tarqā)  ali Sirka, je starodavno mesto, odkrito v Tell Ašari na obali Srednjega Evfrata v guvernatu Deir ez-Zor, Sirija. Mesto je oddaljeno približno 80 km od meje z Irakom in 64 km od starodavnega mesta Mari, Sirija. Mesto se je v Sirko preimenovalo v novoasirskem obdobju.

## Zgodovina
O zgodnji zgodovini Terke je malo znanega, čeprav je bila precejšnja entiteta tudi v zgodnjem dinastičnem obdobju.
V 2. tisočletju pr. n. št. je bila pod oblastjo Šamši-Adada. V času Zimri-Lima Marijskega (vladal 1713–1695 pr. n. št.) je prišla pod oblast Marija in po porazu Marija v vojni s Hamurabijem pod oblast Prve babilonske dinastije. Po zatonu Babilona je postala glavno mesto kraljestva Kana. Kasneje je prišla v vplivno območje babilonske Kasitske dinastije in nazadnje v Novoasirsko kraljestvo. V Terki so našli stelo asirskega kralja Tukulti-Ninurte II. (vladal 891–884 pr. n. št.).
Glavni bog Terke je bil Dagan.

### Predlagani vladarji Terke
| Vladar       | Vladanje              | Komentar                                                            |
| ------------ | --------------------- | ------------------------------------------------------------------- |
| Japah-Sumu   | okoli 1700 pr. n. št. |                                                                     |
| Isi-Sumu-Abu |                       |                                                                     |
| Jadih-Abu    |                       | Sodobnik Samsu-ilune Babilonskega; znana imena sedmih let vladanja. |
| Kastilijasu  |                       | Znana imena štirih let vladanja.                                    |
| Sunuhru-Amu  |                       | Znana imena štirih let vladanja.                                    |
| Ami-Madar    |                       | Znano ime enega leta vladanja.                                      |
| Isar-Lim     |                       | Znano ime enega leta vladanja.                                      |
| Jagid-Lim    |                       |                                                                     |
| Iš-Dagan     |                       | Znano ime enega leta vladanja.                                      |
| Hamurapih    |                       | Znana imena treh let vladanja.                                      |
| Paršatatar   |                       | Kralj Mitanija.                                                     |

## Arheologija
Glavno najdišče meri približno osem hektarjev in je visoko 18 metrov. Ostanke Terke delno pokriva sodobno mesto Ašara, kar omejuje možnosti za izkopavanja. 
Kraj je leta 1910 na kratko raziskoval Ernst Herzfeld, leta 1923 pa sta François Thureau-Dangin in P. Dhorrne izvedla petdnevna izkopavanja.
Od leta 1974 do 1986 je Terko deset sezon izkopavala skupina arheologov iz Mednarodnega instituta za preučevanje Mezopotamije in Instituta za arheologijo Univerze Kalifornije, Los Angeles, Kalifornijske državne univerze, Los Angeles, Univerze John Hopkins, Univerze Arizone in Univerze Poitiersa, Francija. Skupine sta vodila Giorgio Buccellati in Marilyn Kelly-Buccellati. Po letu 1987 so najdišče raziskovali francoski arheologi pod vodstvom Oliviera Rouaulta z Lyonske univerze. Njihove raziskave še trajajo.
550 klinopisnih tablic iz Terke hrani muzej v Deir ez-Zoru.
Med pomembne najdbe spadajo:
- Mestno obzidje, sestavljeno iz treh koncentričnih zidanih zidov. Visoko je 6,1 m, široko 18 m in obdano z 18 m širokim jarkom. Obzidje ima skupno površino približno 24 ha. Zgrajeno je bilo okoli leta 3000 pr. n. št. in bilo v uporabi vsaj do leta 2000 pr. n. št.
- Ninkarakin (Nintinugin) tempelj iz vsaj 3. tisočletja pr. n. št. V templju so našli egipčanske skarabeje.[11][12]
- Puzurumova hiša, v kateri je bil velik in pomemben arhiv glinastih tablic.